# 화랑대 (영화)
"화랑대"는 한국에서 제작된 최하원 감독의 1990년 영화이다. 모종호 등이 주연으로 출연하였고 한갑진 등이 제작에 참여하였다.

## 출연

### 주연
- 모종호

## 기타
- 조명: 이억만
- 녹음: 이성근